# マリアン・ザー
マリアン・ザー（Marian Sarr、1995年1月30日 - ）は、ドイツ・ノルトライン＝ヴェストファーレン州エッセン出身のサッカー選手。FCカールツァイス・イェーナ所属。ポジションはディフェンダー。
マリアン・ザールと表記されることもある。

## 経歴

### クラブ

#### ボルシア・ドルトムント
2013年、ボルシア・ドルトムントへ移籍した。